# Afrikaspiele 1995
Die VI. Afrikaspiele 1995 (französisch VIes Jeux africains de 1995, englisch 6th All-Africa Games 1995), bis 2012 auch Panafrikanische Spiele genannt, fanden vom 13. bis 23. September 1995 in Harare, der Hauptstadt von Simbabwe statt.
In 17 verschiedenen Sportarten wurden in 224 Entscheidungen Gold-, Silber- und Bronzemedaillen vergeben.

## Sportarten
Bei den 6. Afrikaspielen in Harare fanden Wettkämpfe in den folgenden 18 Sportarten statt:
| Liste der Sportarten bei den Afrikaspielen 1995                              | Liste der Sportarten bei den Afrikaspielen 1995              | Liste der Sportarten bei den Afrikaspielen 1995                       |
| A – G                                                                        | H – S                                                        | S – Z                                                                 |
| ---------------------------------------------------------------------------- | ------------------------------------------------------------ | --------------------------------------------------------------------- |
| Badminton Baseball Basketball Boxen Feldhockey Fußball Gewichtheben Handball | Judo Karate Leichtathletik Radrennen Ringen Schach Schwimmen | Softball Taekwondo Tischtennis Turnen Volleyball Spezielle Sportarten |

## Basketball
Männer:  Gold  Angola
Frauen:  Gold  Senegal – Silber  Mosambik

## Boxen
| Wettbewerb                      | Gold                            | Silber                     | Bronze                                                 |
| ------------------------------- | ------------------------------- | -------------------------- | ------------------------------------------------------ |
| Halbfliegengewicht (bis 48 kg)  | Masibulele Makepula Südafrika   | Mohamed Ali Solman Ägypten | Peter Okolo Nigeria Anicet Rasonnaivo Madagaskar       |
| Fliegengewicht (bis 51 kg)      | Richard Sunee Mauritius         | Boniface Mukuka Sambia     | Hassan Mustafa Ägypten Arson Mapfumo Simbabwe          |
| Bantamgewicht (bis 54 kg)       | Riadh Klai Tunesien             | Kehinde Aweda Nigeria      | Duncan Karanja Kenia Oscar Chongo Sambia               |
| Federgewicht (bis 57 kg)        | Salih Abdelbary Ägypten         | Philip Ndou Südafrika      | Daniel Attah Nigeria Josian Lebon Mauritius            |
| Leichtgewicht (bis 60 kg)       | Irvin Buhlalu Südafrika         | Denis Zimba Sambia         | Julio Mboumba Gabun George Maina Kenia                 |
| Halbweltergewicht (bis 63,5 kg) | Haji Ally Matumla Tansania      | Aboubacar Diallo Guinea    | Davis Mwale Sambia Peter Bulinga Kenia                 |
| Weltergewicht (bis 67 kg)       | Kamel Chater Tunesien           | Evans Ashira Kenia         | Ernest Atangana Mboa Kamerun Khaled Abdelhamid Ägypten |
| Mittelgewicht (bis 71 kg)       | Mohamed Salah Marmouri Tunesien | Rival Cadeau Seychellen    | Alex Kwangwari Simbabwe Victor Kunene Südafrika        |
| Mittelgewicht (bis 75 kg)       | Mohamed Bahari Algerien         | Sackey Shivute Namibia     | Dan Mathunjawa Swasiland Salem Karim Kabbary Ägypten   |
| Halbschwergewicht (bis 81 kg)   | Peter Odhiambo Opiyo Kenia      | Paul Mbongo Kamerun        | Sybrand Botes Südafrika Roland Raforme Seychellen      |
| Schwergewicht (bis 91 kg)       | Omar Ahmed Rajab Kenia          | Nedjadi Belahouel Algerien | Friday Ahunanya Nigeria Collice Mutizwa Simbabwe       |
| Superschwergewicht (über 91 kg) | Duncan Dokiwari Nigeria         | Liadi Al-Hassan Ghana      | Pono Kamanga Botswana David Anyim Kenia                |

## Feldhockey
Männer:
- 1.  Südafrika
- 2.  Ägypten
- 3.  Kenia
- 4.  Simbabwe
- 5.  Nigeria
- 6.  Namibia

Frauen:
- 1.  Südafrika
- 2.  Simbabwe
- 3.  Kenia
- 4.  Namibia
- 5.  Nigeria
- 6.  Ghana

## Fußball
Männer
- Gold:  Ägypten
- Silber:  Simbabwe
- Bronze:  Nigeria

- 4. Platz:  Guinea
- 5. Platz:  Sambia
- 6. Platz:  Algerien
- 7. Platz:  Mauritius
- 8. Platz:  Republik Kongo

- Finale: Ägypten gegen Simbabwe  3 : 1 (23. September 1995)
- Spiel um Platz 3: Nigeria gegen Guinea  1 : 1 (23. September 1995)
- Spiel um Platz 5: Sambia gegen Algerien  3 : 2 (23. September 1995)

- Halbfinale 1: Ägypten gegen Nigeria 1 : 0 (21. September 1995)
- Halbfinale 2: Simbabwe gegen Guinea 2 : 0 (21. September 1995)
- Spiel um Platz 7: Mauritius gegen Kongo  2 : 0 (21. September 1995)

Gruppenstände nach der Vorrunde:
Gruppe A: 1. Ägypten, 2. Simbabwe, 3. Sambia, 4. Kongo
Gruppe B: 1. Guinea, 2. Nigeria, 3. Algerien, 4. Mauritius

## Handball
Männer
- Gold:  Ägypten
- Silber:
- Bronze:

Frauen
- Gold:  Angola
- Silber:  Republik Kongo
- Bronze:

## Leichtathletik
- Männer – Laufwettbewerbe[9]

| Wettbewerb       | Gold                         | Gold     | Silber                     | Silber   | Bronze                     | Bronze   |
| ---------------- | ---------------------------- | -------- | -------------------------- | -------- | -------------------------- | -------- |
| 100 m            | Davidson Ezinwa Nigeria      | 10.26    | Emmanuel Tuffour Ghana     | 10.28    | Osmond Ezinwa Nigeria      | 10.31    |
| 100 m            |                              |          |                            |          |                            |          |
| 200 m            | Sunday Bada Nigeria          | 20.28    | Emmanuel Tuffour Ghana     | 20.29    | Joseph Gikonyo Kenia       | 20.80    |
| 200 m            |                              |          |                            |          |                            |          |
| 400 m            | Samson Kitur Kenia           | 44.36    | Sunday Bada Nigeria        | 45.03    | Jude Monye Nigeria         | 45.17    |
| 400 m            |                              |          |                            |          |                            |          |
| 800 m            | Arthémon Hatungimana Burundi | 1:47.42  | Vincent Malakwen Kenia     | 1:47.43  | Savieri Ngidhi Simbabwe    | 1:47.61  |
| 800 m            |                              |          |                            |          |                            |          |
| 1500 m           | Vincent Malakwen Kenia       | 3:40.11  | Reuben Chesang Kenia       | 3:40.66  | Julius Achon Uganda        | 3:40.83  |
| 1500 m           |                              |          |                            |          |                            |          |
| 5000 m           | Josphat Machuka Kenia        | 13:31.11 | Habte Jifar Äthiopien      | 13:45.11 | Ayele Mezegebu Äthiopien   | 13:46.02 |
| 5000 m           |                              |          |                            |          |                            |          |
| 10.000 m         | Josphat Machuka Kenia        | 28:03.6  | Habte Jifar Äthiopien      | 28:26.3  | Paul Koech Kenia           | 28:28.8  |
| 10.000 m         |                              |          |                            |          |                            |          |
| Marathon         | Nicolas Nyengerai Simbabwe   | 2:20:08  | Honest Mutsairo Simbabwe   | 2:20:15  | Simon Bisiligilwa Tansania | 2:20:21  |
| Marathon         |                              |          |                            |          |                            |          |
| 110 m Hürden     | William Erese Nigeria        | 13.73    | Kehinde Aladefa Nigeria    | 13.79    | Moses Oyiki Nigeria        | 13.84    |
| 110 m Hürden     |                              |          |                            |          |                            |          |
| 400 m Hürden     | Ibou Faye Senegal            | 49.12    | Gideon Biwott Kenia        | 49.19    | Julius Masvanhise Simbabwe | 49.86    |
| 400 m Hürden     |                              |          |                            |          |                            |          |
| 3000 m Hindernis | Bernard Barmasai Kenia       | 8:27.15  | Gideon Chirchir Kenia      | 8:29.17  | Eliud Barngetuny Kenia     | 8:34.57  |
| 3000 m Hindernis |                              |          |                            |          |                            |          |
| 20 km Gehen      | Chris Britz Südafrika        | 1:28:06  | David Kimutai Rotich Kenia | 1:31:02  | Shemsu Hassan Äthiopien    | 1:32:03  |
| 20 km Gehen      |                              |          |                            |          |                            |          |
| 4 × 100 m        | Ghana                        | 39.12    | Sierra Leone               | 39.51    | Elfenbeinküste             | 39.61    |
| 4 × 100 m        |                              |          |                            |          |                            |          |
| 4 × 400 m        | Nigeria                      | 3:01.63  | Kenia                      | 3:03.11  | Südafrika                  | 3:03.65  |
| 4 × 400 m        |                              |          |                            |          |                            |          |
|                  |                              |          |                            |          |                            |          |

- Männer – Sprung-, Stoß-, Wurfdisziplinen, Mehrkampf[10]

| Wettbewerb     | Gold                     | Gold        | Silber                                         | Silber      | Bronze                                          | Bronze      |
| -------------- | ------------------------ | ----------- | ---------------------------------------------- | ----------- | ----------------------------------------------- | ----------- |
| Hochsprung     | Pierre Vorster Südafrika | 2.22        | Anthony Idiata Nigeria Khemraj Naiko Mauritius | 2.19        | --                                              | --          |
| Hochsprung     |                          |             |                                                |             |                                                 |             |
| Stabhochsprung | Okkert Brits Südafrika   | 5.50        | Kersley Gardenne Mauritius                     | 5.20        | Sameh Hassan Farid Ägypten Rafik Mefti Algerien | 4.80        |
| Stabhochsprung |                          |             |                                                |             |                                                 |             |
| Weitsprung     | Cheikh Touré Senegal     | 8.10        | Andrew Owusu Ghana                             | 8.01        | Jacob Katonon Kenia                             | 7.80        |
| Weitsprung     |                          |             |                                                |             |                                                 |             |
| Dreisprung     | Jacob Katonon Kenia      | 16.93       | Mohamed Karim Sassi Tunesien                   | 16.75       | Ndabazihle Mdhlongwa Simbabwe                   | 16.60       |
| Dreisprung     |                          |             |                                                |             |                                                 |             |
| Kugelstoßen    | Henk Booysen Südafrika   | 18.80       | Chima Ugwu Nigeria                             | 18.55       | Jaco Snyman Südafrika                           | 18.44       |
| Kugelstoßen    |                          |             |                                                |             |                                                 |             |
| Diskuswurf     | Adewale Olukoju Nigeria  | 61.68       | Mickaël Conjungo Zentralafrikanische Republik  | 58.94       | Frits Potgieter Südafrika                       | 58.54       |
| Diskuswurf     |                          |             |                                                |             |                                                 |             |
| Hammerwurf     | Hakim Toumi Algerien     | 67.12       | Sherif Farouk El Hennawi Ägypten               | 66.68       | Mohamed Karim Horchani Tunesien                 | 65.78       |
| Hammerwurf     |                          |             |                                                |             |                                                 |             |
| Speerwurf      | Pius Bazighe Nigeria     | 77.56       | Phillip Spies Südafrika                        | 76.24       | Louis Fouché Südafrika                          | 75.04       |
| Speerwurf      |                          |             |                                                |             |                                                 |             |
| Zehnkampf      | Danie van Wyk Südafrika  | 7339 Punkte | Anis Riahi Tunesien                            | 7165 Punkte | Sid Ali Sabour Algerien                         | 6986 Punkte |
| Zehnkampf      |                          |             |                                                |             |                                                 |             |
|                |                          |             |                                                |             |                                                 |             |

- Frauen – Laufwettbewerbe[11]

| Wettbewerb        | Gold                      | Gold     | Silber                         | Silber   | Bronze                       | Bronze   |
| ----------------- | ------------------------- | -------- | ------------------------------ | -------- | ---------------------------- | -------- |
| 100 m             | Mary Onyali Nigeria       | 11.18    | Christy Opara-Thompson Nigeria | 11.35    | Mary Tombiri Nigeria         | 11.40    |
| 100 m             |                           |          |                                |          |                              |          |
| 200 m             | Mary Onyali Nigeria       | 22.75    | Calister Uba Nigeria           | 23.42    | Kate Iheagwam Nigeria        | 23.77    |
| 200 m             |                           |          |                                |          |                              |          |
| 400 m             | Fatima Yusuf Nigeria      | 49.43    | Falilat Ogunkoya Nigeria       | 50.31    | Olabisi Afolabi Nigeria      | 51.53    |
| 400 m             |                           |          |                                |          |                              |          |
| 800 m             | Maria Mutola Mosambik     | 1:56.99  | Tina Paulino Mosambik          | 2:01.07  | Kutre Dulecha Äthiopien      | 2:02.26  |
| 800 m             |                           |          |                                |          |                              |          |
| 1500 m            | Kutre Dulecha Äthiopien   | 4:18.32  | Julia Sakara Simbabwe          | 4:21.10  | Genet Gebregiorgis Äthiopien | 4:21.94  |
| 1500 m            |                           |          |                                |          |                              |          |
| 5000 m            | Rose Cheruiyot Kenia      | 15:37.9  | Ayelech Worku Äthiopien        | 15:48.3  | Lydia Cheromei Kenia         | 15:52.6  |
| 5000 m            |                           |          |                                |          |                              |          |
| 10.000 m          | Sally Barsosio Kenia      | 32:22.26 | Werknesh Kidane Kenia          | 32:56.12 | Leah Malot Äthiopien         | 33:17.96 |
| 10.000 m          |                           |          |                                |          |                              |          |
| Marathon          | Jowaine Parrott Südafrika | 2:55:09  | Emebet Abosa Äthiopien         | 3:01:53  | Elfenesh Alemu Äthiopien     | 3:08:43  |
| Marathon          |                           |          |                                |          |                              |          |
| 100 m Hürden      | Taiwo Aladefa Nigeria     | 12.98    | Angela Atede Nigeria           | 13.01    | Ime Akpan Nigeria            | 13.09    |
| 100 m Hürden      |                           |          |                                |          |                              |          |
| 400 m Hürden      | Omolade Akinremi Nigeria  | 56.1     | Karen van der Veen Südafrika   | 57.0     | Lana Uys Südafrika           | 57.6     |
| 400 m Hürden      |                           |          |                                |          |                              |          |
| 5000 m Bahn-Gehen | Dounia Kara Algerien      | 23:59.4  | Nagwa Ibrahim Ali Ägypten      | 24:25.3  | Gete Komar Äthiopien         | 24:25.7  |
| 5000 m Bahn-Gehen |                           |          |                                |          |                              |          |
| 4 × 100 m         | Nigeria                   | 43.43    | Ghana                          | 44.44    | Simbabwe                     | 45.74    |
| 4 × 100 m         |                           |          |                                |          |                              |          |
| 4 × 400 m         | Nigeria                   | 3:27.51  | Südafrika                      | 3:33.68  | Ghana                        | 3:35.67  |
| 4 × 400 m         |                           |          |                                |          |                              |          |
|                   |                           |          |                                |          |                              |          |

Frauen – Sprung-, Stoß-, Wurfdisziplinen, Mehrkampf
| Wettbewerb  | Gold                       | Gold        | Silber                          | Silber      | Bronze                       | Bronze      |
| ----------- | -------------------------- | ----------- | ------------------------------- | ----------- | ---------------------------- | ----------- |
| Hochsprung  | Hestrie Storbeck Südafrika | 1.85        | Irène Tiendrébéogo Burkina Faso | 1.75        | Madeleine Joubert Namibia    | 1.70        |
| Hochsprung  |                            |             |                                 |             |                              |             |
| Weitsprung  | Eunice Barber Sierra Leone | 6.70        | Sanet Fouché Südafrika          | 6.45        | Patience Itanyi Nigeria      | 6.39        |
| Weitsprung  |                            |             |                                 |             |                              |             |
| Dreisprung  | Rosa Collins-Okah Nigeria  | 13.80       | Abiola Williams Nigeria         | 13.12       | Eunice Basweti Kenia         | 12.86       |
| Dreisprung  |                            |             |                                 |             |                              |             |
| Kugelstoßen | Hanan Ahmed Khaled Ägypten | 15.29       | Wafaa Ismail Baghdadi Ägypten   | 14.76       | Beatrix Steenberg Südafrika  | 14.71       |
| Kugelstoßen |                            |             |                                 |             |                              |             |
| Diskuswurf  | Monia Kari Tunesien        | 54.26       | Rhona Dwinger Südafrika         | 49.84       | Caroline Fournier Mauritius  | 45.12       |
| Diskuswurf  |                            |             |                                 |             |                              |             |
| Speerwurf   | Rhona Dwinger Südafrika    | 55.98       | Fatma Zouhour Toumi Tunesien    | 50.04       | Bernadette Perrine Mauritius | 48.98       |
| Speerwurf   |                            |             |                                 |             |                              |             |
| Siebenkampf | Oluchi Elechi Nigeria      | 5609 Punkte | Maralize Visser Südafrika       | 5436 Punkte | Caroline Kola Kenia          | 5248 Punkte |
| Siebenkampf |                            |             |                                 |             |                              |             |
|             |                            |             |                                 |             |                              |             |

## Schach
| Herren Mannschaft Endresultat | Herren Mannschaft Endresultat | Herren Mannschaft Endresultat |
| Platz                         | Land                          | Matchpunkte                   |
| ----------------------------- | ----------------------------- | ----------------------------- |
| Gold                          | Ägypten                       | 31,5                          |
| Silber                        | Algerien                      | 28,5                          |
| Bronze                        | Sambia                        | 27                            |
| 4                             | Angola                        | 25,5                          |
| 5                             | Libyen                        | 24,0                          |
| 6                             | Nigeria                       | 24,0                          |
| 7                             | Südafrika                     | 23,0                          |
| 8                             | Simbabwe                      | 13,5                          |
| 9                             | Äthiopien                     | 13,0                          |
| 10                            | Elfenbeinküste                | 8,0                           |
| 11                            | São Tomé und Príncipe         | 2,0                           |

## Schwimmen
Männer
| Wettbewerb                 | Gold                                                  | Gold | Silber                       | Silber | Bronze                       | Bronze |
| -------------------------- | ----------------------------------------------------- | ---- | ---------------------------- | ------ | ---------------------------- | ------ |
| 50 m Freistil              | Peter Williams Südafrika                              |      | Donald Morrison Südafrika    |        | Tamer Hamed Zeinhoum Ägypten |        |
| 100 m Freistil             | Salim Iles Algerien                                   |      | Mark Duncan Südafrika        |        | Tamer Hamed Zeinhoum Ägypten |        |
| 200 m Freistil             | Salim Iles Algerien                                   |      | Gary Alberty Südafrika       |        | Mark Jollands Südafrika      |        |
| 400 m Freistil             | Frans Neethling Südafrika                             |      | Mark Jollands Südafrika      |        | Hatem Seif Ägypten           |        |
| 800 m Freistil             | 800 m Freistil erst ab 2003 bei den Afrikaspielen     |      | -- --                        |        | -- --                        |        |
| 1500 m Freistil            | Frans Neethling Südafrika                             |      | Hatem Seif Ägypten           |        | Lourens Appelcryn Südafrika  |        |
|                            |                                                       |      |                              |        |                              |        |
| 50 m Rücken                | 50 m Rücken erst ab 2003 bei den Afrikaspielen        |      | -- --                        |        | -- --                        |        |
| 100 m Rücken               | Barend Nortje Südafrika                               |      | Gary Albertyn Südafrika      |        | Mohamed Madani Ägypten       |        |
| 200 m Rücken               | Gary Albertyn Südafrika                               |      | Michael Windisch Südafrika   |        | Mohamed Madani Ägypten       |        |
|                            |                                                       |      |                              |        |                              |        |
| 50 m Brust                 | 50 m Brust erst ab 2003 bei den Afrikaspielen         |      | -- --                        |        | -- --                        |        |
| 100 m Brust                | Herman Louw Südafrika                                 |      | Brett Peterson Südafrika     |        | Shemseddine Mahmoud Ägypten  |        |
| 200 m Brust                | Gary Albertyn Südafrika                               |      | Michael Windisch Südafrika   |        | Mohamed Madani Ägypten       |        |
|                            |                                                       |      |                              |        |                              |        |
| 50 m Schmetterling         | 50 m Schmetterling erst ab 2003 bei den Afrikaspielen |      | -- --                        |        | -- --                        |        |
| 100 m Schmetterling        | Tamer Hamed Zeinhoum Ägypten                          |      | Theo Verster Südafrika       |        | Salah Khalef Algerien        |        |
| 200 m Schmetterling        | Brynn Andrew Südafrika                                |      | Theo Verster Südafrika       |        | Hichem Rochdy Ägypten        |        |
|                            |                                                       |      |                              |        |                              |        |
| 200 m Lagen                | Gary Albertyn Südafrika                               |      | Tamer Hamed Zeinhoum Ägypten |        | Glen Walshaw Simbabwe        |        |
| 400 m Lagen                | Michael Windisch Südafrika                            |      | Wade Ferguson Südafrika      |        | Chris Shaw Simbabwe          |        |
|                            |                                                       |      |                              |        |                              |        |
| 4 × 100 m Freistil Staffel | Südafrika                                             |      | Algerien                     |        | Ägypten                      |        |
| 4 × 200 m Freistil Staffel | Südafrika                                             |      | Ägypten                      |        | Algerien                     |        |
| 4 × 100 m Lagen Staffel    | Südafrika                                             |      | Ägypten                      |        | Algerien                     |        |

Frauen
| Wettbewerb                 | Gold                                                  | Gold | Silber                       | Silber | Bronze                       | Bronze |
| -------------------------- | ----------------------------------------------------- | ---- | ---------------------------- | ------ | ---------------------------- | ------ |
| 50 m Freistil              | Rania el-Wany Ägypten                                 |      | Helene Muller Südafrika      |        | Marianne Kriel Südafrika     |        |
| 100 m Freistil             | Rania el-Wany Ägypten                                 |      | Marianne Kriel Südafrika     |        | Marieke Theunissen Südafrika |        |
| 200 m Freistil             | Rania el-Wany Ägypten                                 |      | Karen Allers Südafrika       |        | Mandy Leach Simbabwe         |        |
| 400 m Freistil             | Karen Allers Südafrika                                |      | Marieke Theunissen Südafrika |        | Anita Kruger Namibia         |        |
| 800 m Freistil             | Robyn Bradley Südafrika                               |      | Tracy Elliott Südafrika      |        | Anita Kruger Namibia         |        |
| 1500 m Freistil            | 1500 m Freistil erst ab 2003 bei den Afrikaspielen    |      | -- --                        |        | -- --                        |        |
|                            |                                                       |      |                              |        |                              |        |
| 50 m Rücken                | 50 m Rücken erst ab 2003 bei den Afrikaspielen        |      | -- --                        |        | -- --                        |        |
| 100 m Rücken               | Marianne Kriel Südafrika                              |      | Rania el-Wany Ägypten        |        | Jill Brukman Südafrika       |        |
| 200 m Rücken               | Jill Brukman Südafrika                                |      | Marianne Kriel Südafrika     |        | Tanya Gurr Simbabwe          |        |
|                            |                                                       |      |                              |        |                              |        |
| 50 m Brust                 | 50 m Brust erst ab 2003 bei den Afrikaspielen         |      | -- --                        |        | -- --                        |        |
| 100 m Brust                | Penny Heyns Südafrika                                 |      | Julia Russell Südafrika      |        | Linnell Tannock Simbabwe     |        |
| 200 m Brust                | Penny Heyns Südafrika                                 |      | Julia Russell Südafrika      |        | Linnell Tannock Simbabwe     |        |
|                            |                                                       |      |                              |        |                              |        |
| 50 m Schmetterling         | 50 m Schmetterling erst ab 2003 bei den Afrikaspielen |      | -- --                        |        | -- --                        |        |
| 100 m Schmetterling        | Mandy Loots Südafrika                                 |      | Rania el-Wany Ägypten        |        | Leezan Senekal Südafrika     |        |
| 200 m Schmetterling        | Leezan Senekal Südafrika                              |      | Regan Bydawell Südafrika     |        | Lamia Fouad Ägypten          |        |
|                            |                                                       |      |                              |        |                              |        |
| 200 m Lagen                | Kerry Elliott Südafrika                               |      | Tania Oosthuizen Südafrika   |        | Mandy Leach Simbabwe         |        |
| 400 m Lagen                | Tracy Elliott Südafrika                               |      | Tania Oosthuizen Südafrika   |        | Lamia Fouad Ägypten          |        |
|                            |                                                       |      |                              |        |                              |        |
| 4 × 100 m Freistil Staffel | Südafrika                                             |      | Simbabwe                     |        | Ägypten                      |        |
| 4 × 200 m Freistil Staffel | Südafrika                                             |      | Ägypten                      |        | Simbabwe                     |        |
| 4 × 100 m Lagen Staffel    | Südafrika                                             |      | Simbabwe                     |        | Ägypten                      |        |

## Taekwondo
Männer
| Wettkampf  | Gold | Silber | Bronze |
| ---------- | ---- | ------ | ------ |
| bis 54 kg  |      |        |        |
| bis 58 kg  |      |        |        |
| bis 63 kg  |      |        |        |
| bis 68 kg  |      |        |        |
| bis 74 kg  |      |        |        |
| bis 80 kg  |      |        |        |
| bis 87 kg  |      |        |        |
| über 87 kg |      |        |        |

Frauen
| Wettkampf  | Gold | Silber | Bronze |
| ---------- | ---- | ------ | ------ |
| bis 46 kg  |      |        |        |
| bis 49 kg  |      |        |        |
| bis 53 kg  |      |        |        |
| bis 57 kg  |      |        |        |
| bis 62 kg  |      |        |        |
| bis 67 kg  |      |        |        |
| bis 73 kg  |      |        |        |
| über 73 kg |      |        |        |

## Tischtennis
Männer (Team)
- Gold:  Nigeria
- Silber:  Ägypten
- Bronze:  Mauritius

Frauen (Team)
- Gold:  Nigeria
- Silber:  Ägypten
- Bronze:  Tunesien

Männer (Einzel)
- Gold: Segun Toriola  Nigeria
- Silber: Monday Merotohun  Nigeria
- Bronze:

Frauen (Einzel)
- Gold: Bose Kaffo  Nigeria
- Silber: Sonia Touati  Tunesien
- Bronze:

Männer (Doppel)
- Gold: Segun Toriola / Fatai Adeyemo  Nigeria
- Silber: Ashraf Helmy / Ashraf Sobhi  Ägypten
- Bronze:

Frauen (Doppel)
- Gold: Bose Kaffo / Olufunke Oshonaike  Nigeria
- Silber: Sonia Touati / Afef Naouar  Tunesien
- Bronze:

Mixed (Doppel)
- Gold: Bose Kaffo / Sule Olaleye  Nigeria
- Silber: Kehinde Okenla / Segun Toriola  Nigeria
- Bronze:

## Volleyball
Medaillen
| Wettbewerb | Gold    | Silber  | Bronze  |
| ---------- | ------- | ------- | ------- |
|            |         |         |         |
| Männer     | Ägypten | Kamerun | Nigeria |
| Frauen     | Kenia   | Nigeria | Ägypten |
|            |         |         |         |

Platzierungen
| Wettbewerb | 4. Platz | 5. Platz  | 6. Platz  | 7. Platz  | 8. Platz    |
| ---------- | -------- | --------- | --------- | --------- | ----------- |
|            |          |           |           |           |             |
| Männer     | Algerien | Kenia     | Südafrika | Simbabwe? | Seychellen? |
| Frauen     | ?        | Simbabwe? | ?         | Südafrika | ?           |
|            |          |           |           |           |             |

Finalspiele (Männer)
| Spiel            | Begegnung                       | Ergebnis | Sätze                        | Punkte  |
| ---------------- | ------------------------------- | -------- | ---------------------------- | ------- |
|                  |                                 |          |                              |         |
| Halbfinale 1     | Ägypten gegen Nigeria/ Algerien | 3 : ?    | ?                            | ?       |
| Halbfinale 2     | Kamerun gegen Nigeria/ Algerien | 3 : ?    | ?                            | ?       |
| Spiel um Platz 3 | Nigeria gegen Algerien          | 3 : 1    | 9:15 - 15:10 - 15:12 - 15:12 | 54 : 49 |
| Finale           | Ägypten gegen Kamerun           | 3 : 0    | ?                            | ?       |
|                  |                                 |          |                              |         |

Finalspiele (Frauen)
| Spiel            | Begegnung              | Ergebnis | Sätze | Punkte |
| ---------------- | ---------------------- | -------- | ----- | ------ |
|                  |                        |          |       |        |
| Halbfinale 1     | Kenia gegen Ägypten?   | 3 : ?    | ?     | ?      |
| Halbfinale 2     | Nigeria gegen Ägypten? | 3 : ?    | ?     | ?      |
| Spiel um Platz 3 | Ägypten gegen ?        | 3 : ?    | ?     | ?      |
| Finale           | Kenia gegen Nigeria    | 3 : 0    | ?     | ?      |
|                  |                        |          |       |        |

## Liste der teilnehmende Nationen
Folgende 50 Nationen haben an den VIII. Afrikaspielen in Abuja teilgenommen:
| Algerien bis Gabun | Gambia bis Rep. Kongo | Ruanda bis Simbabwe |
| --- | --- | --- |
| Algerien Angola Benin Botswana Burkina Faso Burundi Kamerun Zentralafrikanische Republik Tschad Komoren Elfenbeinküste Zaire Dschibuti Ägypten Äquatorialguinea Eritrea Äthiopien Gabun | Gambia Ghana Guinea Guinea-Bissau Kenia Lesotho Liberia Libyen Madagaskar Malawi Mali Mauretanien Mauritius Mosambik Namibia Niger Nigeria Republik Kongo | Ruanda São Tomé und Príncipe Senegal Seychellen Sierra Leone Somalia Südafrika Südsudan Sudan Swasiland Tansania Togo Tunesien Uganda Sambia Simbabwe |